# アントニオ・サンテリア

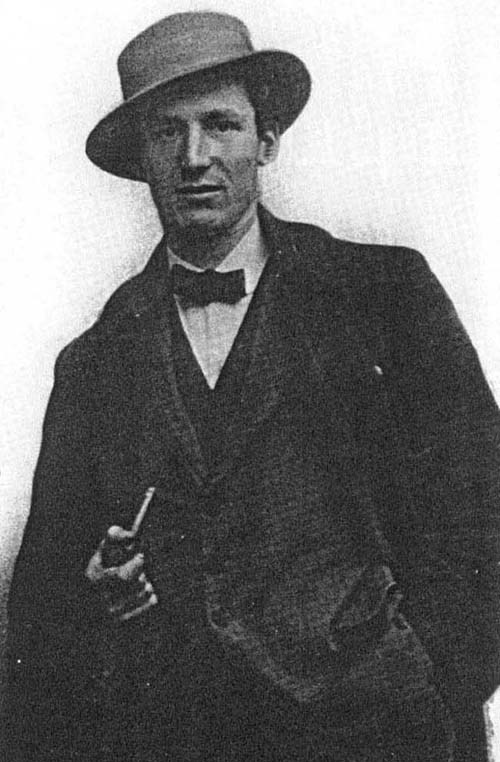
アントニオ・サンテリア

アントニオ・サンテリア（Antonio Sant'Elia、1888年4月30日-1916年10月10日）はイタリアの建築家。詩人マリネッティらの芸術運動「未来派」に参加した。 

## 経歴

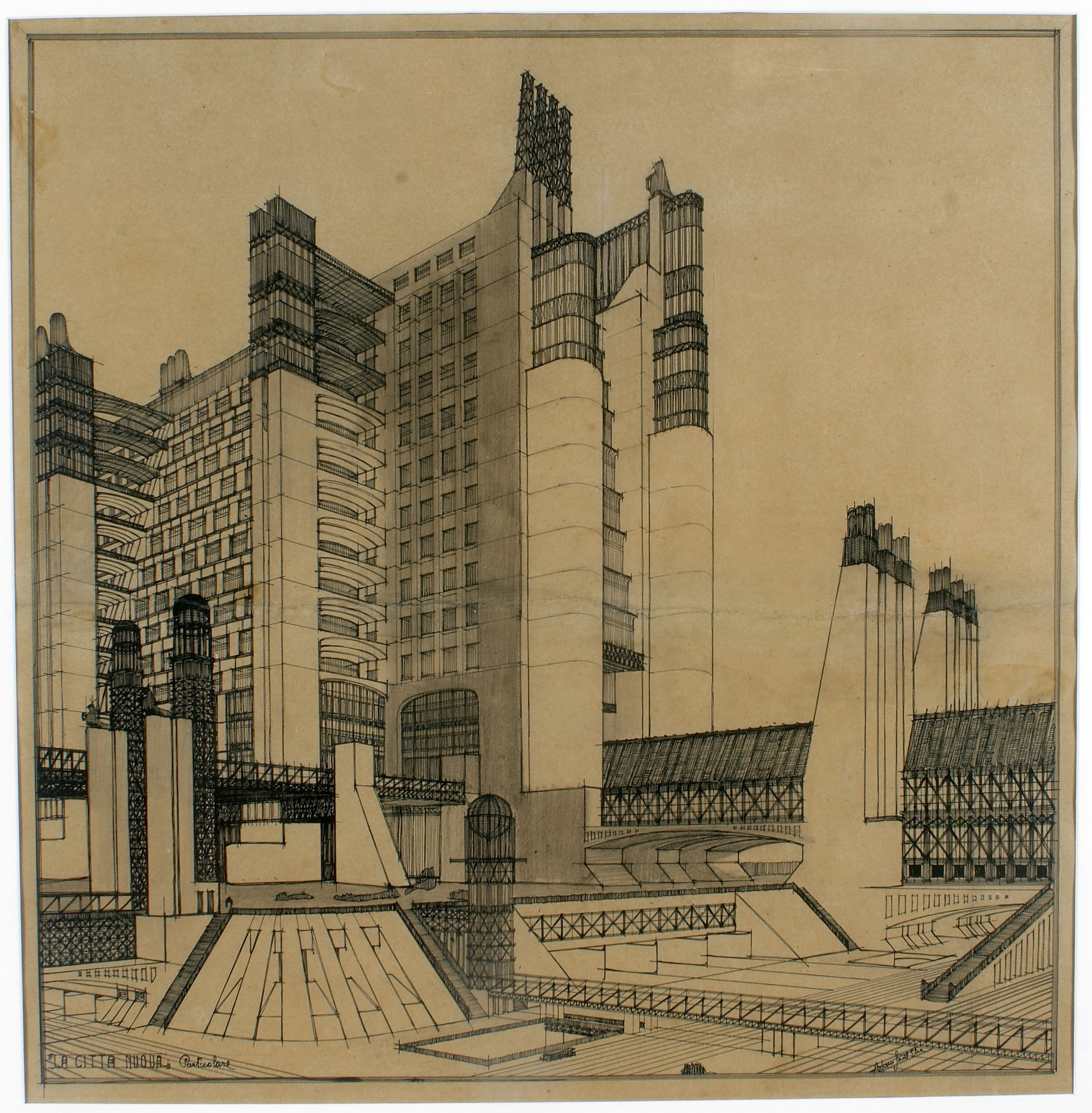
「新都市」高層ビル案

コモ出身。ミラノで建築を学ぶ。1913-14年、マリオ・キアットーネ（Mario Chiattone、1891年-1957年）とともに未来都市のイメージを描いた「新都市」（チッタ・ヌオーヴァ）を制作。1914年に展覧会で発表した。同年、「未来派」に参加し、「未来派建築宣言」を著わした。
まもなく第一次世界大戦に従軍し、28歳で死去。

## 評価
「新都市」はイタリア未来派建築を代表する作品である。高層住宅、立体道路、駅舎、発電所、滑走路などで構成される機械時代の未来都市を鮮烈なイメージで描いている。
イタリア未来派はマニフェストを掲げた前衛的な近代建築運動の先駆けとなった。また、ベーレンスやグロピウスらが切り拓いた近代建築の新しい様式に、未来派（サンテリア）が「詩的なもの」を与えたと評される。

## 未来派建築宣言
サンテリアが「新都市」展覧会のカタログの序文で述べた思想に、マリネッティらが加筆し、「未来派建築宣言」とした。

「未来派の建築は計算と大胆な蛮勇と素朴との建築である。木や石や漆喰を排し、鉄筋コンクリートと鋼鉄と硝子とより成り、極めて軽くかつ弾性に富んだものでなければならない、かくの如き未来派の建築は実用的と功利的との無味乾燥な結合でない代りに、美術的な総合的な、そうして意味の深遠なものたるべきである」

## その後
- サンテリアとともに「新都市」を制作したキアットーネが未来派の運動に関わったのはわずかな期間で、1918年には故郷のスイスに帰り、新古典主義に回帰した[4]。
- コモの戦没者記念碑（慰霊碑）は、サンテリアのスケッチを転用したもので、ジュゼッペ・テラーニとエンリコ・プランポリーニによって1933年に建てられた[5]。